# Denel G6
Die Denel G6 ist eine Haubitze des südafrikanischen Herstellers Denel, die als Selbstfahrlafette auf einem 6×6-Radfahrzeug ausgeführt ist.

## Geschichte

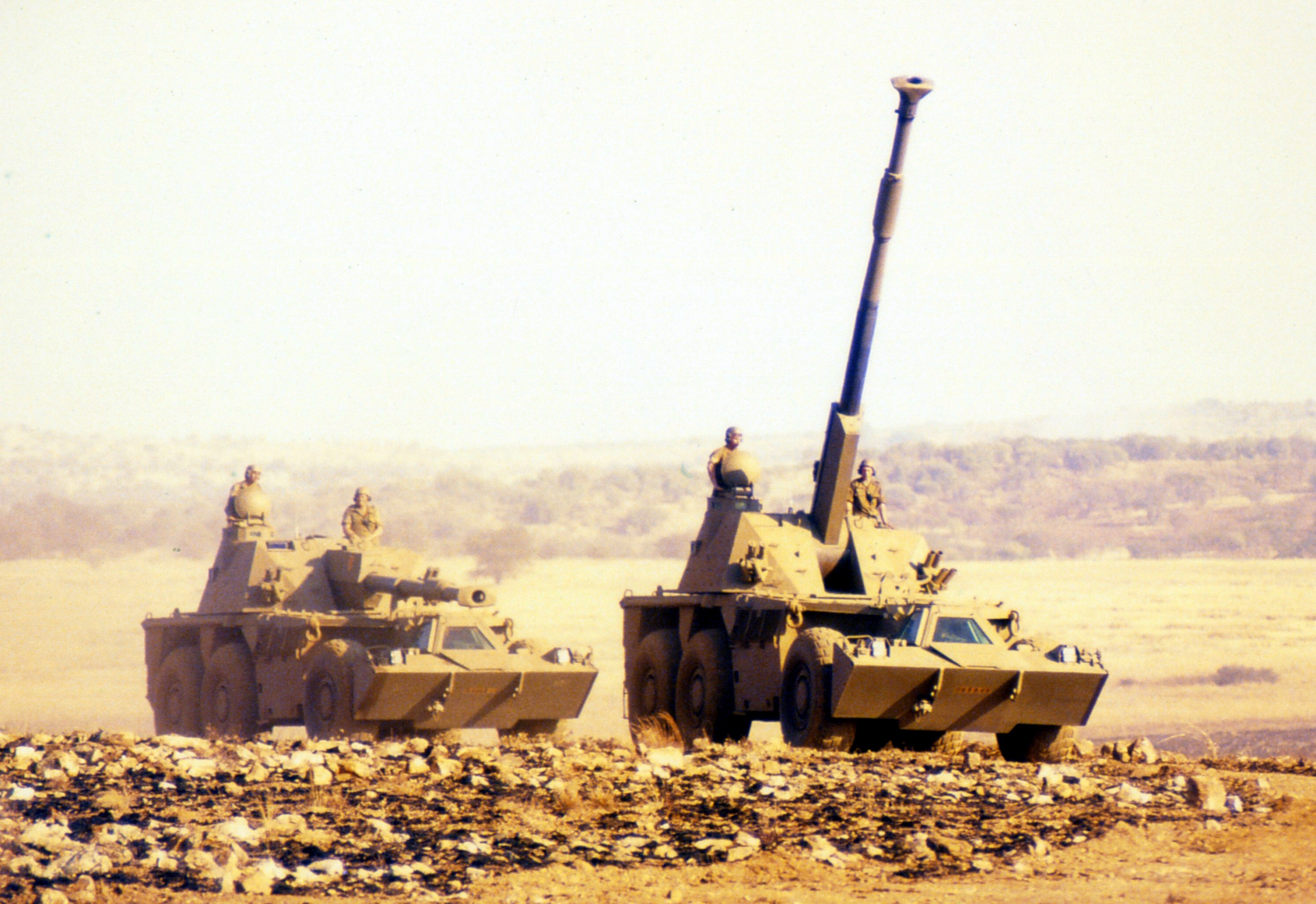
Die erste G6, 1987

Radlafetten zeichnen sich gegenüber den für Panzerhaubitzen oft verwendeten Lafetten auf Gleisketten durch höhere Beweglichkeit auf Straßen aus und sind im Unterhalt günstiger. Hauptsächlich wurde die G6 entwickelt, um rasch vorstoßender Infanterie und gepanzerten Divisionen mit schwerer Artillerie folgen zu können. Nachteil ist die verhältnismäßige Instabilität beim scharfen Schuss. Die G6 wurde auf der Grundlage der 155-mm-Zugrohrkanone G5 gefertigt. Als Fahrgestell dient ein schwer gepanzerter 6×6-Wagen. Vor dem Feuern müssen Stützen abgelassen werden, um die Stabilität zu gewährleisten. Bis zur Feuerbereitschaft benötigt das Fahrzeug 60 Sekunden. Nach dem Abschuss ist das Fahrzeug innerhalb von 30 Sekunden wieder fahrbereit und kann einen Stellungswechsel vornehmen. Die Federung des Fahrgestells ist so ausgelegt, dass sie hohe Beweglichkeit im Gelände ermöglicht, was durch die sehr großen Räder unterstützt wird.

## Technik
Das Fahrzeug umfasst zwei Abteile: eines für den Fahrer und eines für die Artilleriebesatzung. Der Fahrer kann den Reifendruck steuern, wodurch sich die Geländegängigkeit verbessern lässt. Die Panzerung ist so ausgelegt, dass sie Schutz vor dem Beschuss durch überschwere Maschinengewehre, gegen Splitter und Landminen bietet. Der Geschützturm ist an der Frontseite so gepanzert, dass er dem Beschuss mit 20-mm-Munition standhält. Der Fahrer wird durch Panzerglas geschützt. Verstärkt werden kann diese Panzerung durch herablassbare Panzerplatten, was jedoch die Sicht des Fahrers einschränkt, da er sich dann nur über ein Periskop orientieren kann. Der Turm selbst verfügt zur Versorgung mit Strom über einen eigenen, 45 PS leistenden Motor. Die Besatzung hat im Turm zusätzlich zum Panzerschutz auf jeder Seite Schießscharten, um sich auch im Nahkampf verteidigen zu können. Die G6 verfügt zudem über Nachtsichtsysteme und eine ABC-Schutzanlage.
Der Munitionsvorrat in der neuen Version beträgt 40 Projektile und 40 Treibladungen, die über einen halbautomatischen, hydraulischen Lader zugeführt werden. Zwanzig Geschosse befinden sich im Turm, acht in der Fahrzeugnase und zwölf in einem speziellen Behältnis außerhalb des Turmes. Die Kadenz liegt im Burst-Modus bei acht Schuss pro Minute, bei Dauerfeuer zwei Schuss/min. Im MRSI-Verfahren (mehrere Schüsse zur gleichen Zeit im Ziel) können innerhalb einer Minute bis zu sechs Schuss abgegeben werden.
Die ursprüngliche Version besaß ein Geschützrohr mit 45 Kaliberlängen. Bei der neuen Version G6-52 wurde das Rohr auf 52 Kaliberlängen verlängert. Mit den speziell von Rheinmetall-Denel hergestellten ERFB-Geschossen wird eine Schussdistanz von 30 km erreicht. Mit Base-Bleed-Geschossen vom Typ ERFB-BB werden 42 km erreicht. Mit neuartiger VLAP-Munition sind Schussdistanzen von bis zu 58 km möglich. Mit der Spezialversion G6-52 ER, bei welcher der Verbrennungsraum von 23 auf 25 Liter vergrößert wurde, konnte bei Schussversuchen mit V-Lap die ungewöhnlich hohe Reichweite von 73 km erreicht werden, was dieses Geschütz zum leistungsfähigsten seiner Klasse werden lässt.
Daneben kann das Geschütz die standardisierte NATO-Munition im Kaliber 155 mm, das amerikanische Excalibur-Präzisions-Geschoss, die schwedisch-französische Bofors-155-Bonus-Top-Attack-Munition sowie das russische lasergelenkte Krasnopol-M-Geschoss verschießen.

## Verbreitung
- Oman: 24[3]
- Südafrika: 43[4]
- Vereinigte Arabische Emirate: 78[3]